# Friedrich Lessky
Friedrich Lessky (* 27. August 1934 in Ried im Innkreis) ist ein österreichischer Musikpädagoge, Chorleiter und Kirchenmusiker.

## Leben
Lessky studierte an der Wiener Musikakademie Musikerziehung und das Fach Orgel sowie gleichzeitig an der Universität Wien Geschichte und Musikwissenschaft. Danach betätigte er sich neben der Anstellung als Musiklehrer an allgemein bildenden höheren Schulen als Kirchenmusiker an verschiedenen Wiener Kirchen, darunter ab 1958 als Chorregent und Organist der Don-Bosco-Kirche in Neuerdberg und ab 1983 an der Lichtentaler Pfarrkirche.
1964 wurde er mit dem Aufbau eines Realgymnasiums für Musikstudenten im neunten Wiener Bezirk betraut. Von 1976 bis 2000 fungierte er als erster Direktor des daraus hervorgegangenen Wiener Musikgymnasiums im siebenten Bezirk.
Von 1972 bis 1982 war Lessky künstlerischer Leiter der Wiener Singakademie und von 1978 bis 1999 Lehrbeauftragter an der Wiener Musikhochschule. Von 1987 bis 1999 leitete er in Wien die Arbeitsgemeinschaft der Musikerzieher Österreichs. Als Künstlerischer Leiter der Schubert-Gesellschaft in Wien-Lichtental initiierte er den internationalen Chorwettbewerb Franz Schubert.

## Familie
Lesskys Bruder Rudolf (* 1935) ist ebenfalls Musikpädagoge, Chorleiter und Kirchenmusiker, darüber hinaus auch Komponist. Ein Sohn Friedrich Lesskys, Michael (* 1960), ist Dirigent und fungierte 1999 und 2000 als künstlerischer Leiter der Opernfestspiele St. Margarethen. Rudolf Lesskys Sohn Gerhard (* 1969) ist Dirigent und Gründer des Festivals der Sommeroper in Schärding. Friedrich Lessky ist ebenso wie sein Bruder Mitglied der Innviertler Künstlergilde. Sein zweiter Sohn, Peter Lessky (* 1961), ist Rechtsanwalt in Wien.

## Auszeichnungen
- Mozart-Interpretationspreis für junge Künstler (1974)
- Ehrenzeichen vom hl. Stephanus in Bronze der Erzdiözese Wien (1979)
- Berufstitel Hofrat (1988)
- Päpstliches Ehrenkreuz Pro Ecclesia et Pontifice (1989)
- Komturkreuz des päpstlichen Silvesterordens (1992)
- Goldenes Ehrenzeichen für Verdienste um die Republik Österreich (1995)
- Erinnerungsmedaille in Silber der Musikuniversität Wien (1999)
- Großes Ehrenzeichen für Verdienste um die Republik Österreich (2001)

## Schriften
- Unsere Jüngsten und Beethoven. In: Beethoven-Almanach. 1970.